# معادله وانت هوف
معادله وانتهف(به انگلیسی: Van 't Hoff equation) یک معادله در زمینه ترمودینامیک شیمیایی است که رابطه‌ای بین تغییرات دما و تغییرات ثابت تعادل تغییرات٬ آنتالپی استاندارد را می‌دهد که اولین بار توسط جاکوبس هنریکوس وانتهف (به انگلیسی: Jacobus Henricus van 't Hoff) ارائه شده است.
{\displaystyle {\frac {d\ln K}{dT}}={\frac {\Delta H^{\ominus }}{RT^{2}}}}
که آن را به صورت زیر هم می‌توان نوشت.
{\displaystyle {\frac {d\ln K}{d{\frac {1}{T}}}}=-{\frac {\Delta H^{\ominus }}{R}}}
اگر تغییرات آنتالپی در دو واکنش برابر باشد انتگرال معین رابطه به ما می‌دهد:
{\displaystyle \ln \left({\frac {K_{2}}{K_{1}}}\right)={\frac {-\Delta H^{\ominus }}{R}}\left({{\frac {1}{T_{2}}}-{\frac {1}{T_{1}}}}\right)}
که در این معادله K1 ثابت تعادل در دمای مطلق T1 و K2 ثابت تعادل در دما مطلق T2 است وR ثابت عمومی گازها و ΔHo تغییرات آنتالپی است.
از روی قوانین ترمودینامیک شیمیایی(قانون انرژی آزاد گیبس ) این فرمول‌ها معوم می‌شوند:
{\displaystyle \Delta G^{\ominus }=\Delta H^{\ominus }-T\Delta S^{\ominus }}
و
{\displaystyle \Delta G^{\ominus }=-RT\ln K}
پس ثابت تعادل از فرمول زیر بدست می‌آید.
{\displaystyle \ln K=-{\frac {\Delta H^{\ominus }}{RT}}+{\frac {\Delta S^{\ominus }}{R}}}